# Autoba obscura
Autoba obscura är en fjärilsart som beskrevs av Moore 1892. Autoba obscura ingår i släktet Autoba och familjen nattflyn. Inga underarter finns listade i Catalogue of Life.